# Denis Shcherbak
Denis Vladimirovich Shcherbak (tiếng Nga: Денис Владимирович Щербак; sinh ngày 17 tháng 8 năm 1989) là một cầu thủ bóng đá người Nga. Anh thi đấu cho FC Murom.

## Sự nghiệp câu lạc bộ
Anh ra mắt chuyên nghiệp tại Russian Second Division năm 2006 cho F.K. Krylia Sovetov-SOK Dimitrovgrad.

## Sự nghiệp quốc tế
Shcherbak là một trong những thành viên của U-17 Nga giành chức vô địch Giải vô địch bóng đá U-17 châu Âu 2006.

## Cá nhân
Anh là con trai của Vladimir Shcherbak.